# Bienvenue à Zombieland
Pour les articles homonymes, voir Zombie (homonymie).
Série Zombieland
Retour à Zombieland
(2019)
Pour plus de détails, voir Fiche technique et Distribution.
Bienvenue à Zombieland (Zombieland) est une comédie horrifique américaine réalisée par Ruben Fleischer, sortie en 2009.
Le film a été l'un des succès surprise du box-office américain, avec 25 millions de dollars de tickets de cinéma vendus lors de la première semaine de sa sortie. Le 13 décembre 2009, le film avait engrangé près de 102 391 540 $ de recette.
La suite, Retour à Zombieland, est sortie en 2019, soit dix ans après son prédécesseur.

## Synopsis
À la suite d'une mutation du virus de la vache folle, la plupart des humains ont été transformés en zombies. « Columbus » (Jesse Eisenberg), étudiant vivant à Austin, Texas, est en route pour Columbus dans l'Ohio, pour savoir si ses parents sont toujours vivants. Il explique les règles qu'il s'est fixées pour survivre dans un monde infesté de zombies. Après avoir survécu à plusieurs attaques de zombies, il rencontre « Tallahassee » (Woody Harrelson), dont le seul but dans la vie est désormais de trouver des Twinkies, que l’apocalypse a rendu très rare. Il se rend à Tallahassee en Floride. Pour éviter de trop s'attacher au cas où l'un des deux mourrait, Tallahassee impose qu'ils ne se révèlent pas leurs vrais noms et qu'ils s'appellent par leur lieu de destination, en l'occurrence Columbus et Tallahassee.
Tallahassee décide d'inspecter un supermarché dans l'espoir d'y trouver des twinkies. Plusieurs zombies les attaquent successivement. Une jeune fille « Wichita » (Emma Stone) vient à leur rencontre et leur demande de l'aide. Columbus est très sensible au charme de Wichita. Elle les conduit dans l'entrepôt jusqu'à sa sœur « Little Rock » (Abigail Breslin). Wichita leur révèle que Little Rock vient d'être mordue par un zombie et leur demande de l'abattre avant qu'elle se transforme. Ils hésitent. Little Rock confirme, en précisant que c'est elle qui demande à être tuée. Columbus hésite, puis refuse et confie son fusil à Tallahassee. Il met en joue Little Rock, puis Wichita dit que c'est à elle de le faire et Tallahassee lui confie le fusil. Elle le pointe sur Tallahassee et Little Rock dégaine un fusil avec lequel elle met en joue Columbus. Les deux hommes comprennent qu'il sont tombé dans un piège. Elles s'emparent de leur voiture et toutes leurs armes et les abandonnent à leur sort. Dans la ville il découvre une voiture abandonnée avec un sac rempli d'armes à feu sur le siège arrière. Il se lancent à la poursuite des deux sœurs. Ils aperçoivent la voiture immobile au bord de la route. Tallahassee confie le véhicule à Columbus et part inspecter la voiture qui est vide. Quand il revient au véhicule, Little Rock est sur le siège arrière et tient en joue Columbus. Wichita qui était cachée derrière des bottes de paille les rejoint pointant son arme. Elles prennent à nouveau le contrôle de leur véhicule, mais en les gardant à l'intérieur.
Finalement, comprenant qu'ils sont tous dans la même galère, les quatre finissent par s'entendre. Wichita informe Columbus que la ville de Colombus est détruite et infestée de zombies. Columbus est attristé par cette nouvelle et pense continuer seul son chemin. Finalement il décide de rester avec le groupe, son attirance pour Wichita prenant le dessus. Ils décident de partir tous vers Hollywood. Ils s'arrêtent en chemin pour passer la nuit dans la maison de l'acteur Bill Murray. La vaste maison semble vide, ils y prennent leurs aises. Soudain Bill Murray zombie apparait et agresse Tallahassee et Wichita qui se défendent. Ils comprennent qu'il n'est pas un zombie quand il se met à leur parler. Il leur explique que puisque les zombies ne s'attaquent pas entre-eux, il se maquille en zombie et peut vivre tranquillement. Tallahassee déclare à Bill la sincère admiration qu'il a pour lui, celui-ci en est flatté. Plus tard, Bill se fait tuer par Columbus en voulant lui faire croire qu'il s'est transformé en zombie.
Alors que Columbus et Wichita commencent à tomber amoureux, cette dernière, effrayée par leur relation naissante, décide de s'enfuir avec Little Rock dans un parc d'attractions nommé Pacific Playland, qui est supposé être sans zombie. Malgré ce nouveau revirement des deux filles, Columbus parvient à convaincre Tallahassee de l'accompagner et de les rejoindre.
À leur arrivée au parc d'attractions, les filles mettent en route toutes les lumières et les attractions, ce qui a pour effet d'attirer tous les zombies des alentours. Alors qu'un affrontement démesuré oppose les filles et une horde de zombies, Columbus et Tallahassee les rejoignent à temps pour leur prêter main-forte. S'ensuit alors une bataille épique, qui voit le groupe venir à bout des zombies présents dans le parc. À la suite de cette victoire, Tallahassee finit par enfin trouver son Twinkie, et Columbus réalise que la seule vraie famille qu'il lui reste sont ses trois compagnons d'aventures. Il finit par embrasser Wichita, qui s'appelle en vérité Krista, et les quatre amis quittent le parc.
Scène inter-générique
Bill Murray cite Jean-Paul Sartre en reprenant une réplique du film Le Golf en folie.

## Fiche technique
Sauf indication contraire, les informations mentionnées dans cette section peuvent être confirmées par la base de données cinématographiques IMDb,  présente dans la section « Liens externes ».
- Titre original : Zombieland
- Titre français : Bienvenue à Zombieland
- Réalisation : Ruben Fleischer
- Scénario : Paul Wernick et Rhett Reese
- Décors : Maher Ahmad
- Costumes : Magali Guidasci
- Photographie : Michael Bonvillain
- Montage : Alan Baumgarten
- Musique : David Sardy
- Producteur : Gavin Polone
- Producteurs délégués : Ryan Kavanaugh, Rhett Reese, Ezra Swerdlow et Paul Wernick
- Sociétés de production : Columbia Pictures, Relativity Media et Pariah
- Sociétés de distribution : Columbia Pictures (États-Unis), Sony Pictures Releasing France (France)
- Budget : 23 600 000 $[3]
- Langue originale : anglais
- Genres : comédie horrifique, film de zombies
- Durée : 88 minutes
- Dates de sortie :
  -  États-Unis,  Canada : 2 octobre 2009
  -  France : 25 novembre 2009
- Classification : Tous publics avec  avertissement (France)[5] [Où ?]

## Distribution
- Woody Harrelson (VF : David Krüger ; VQ : Louis-Philippe Dandenault) : « Tallahassee »
- Jesse Eisenberg (VF : Donald Reignoux ; VQ : Hugolin Chevrette) : « Columbus »
- Emma Stone (VF : Chloé Berthier ; VQ : Pascale Montreuil) : Krista « Wichita »
- Abigail Breslin (VF : Claire Bouanich ; VQ : Juliette Mondoux) : « Little Rock »
- Amber Heard (VF : Laura Préjean ; VQ : Nadia Paradis) : « 406 »
- Mike White (VF : Jérôme Ragon) : le propriétaire de la station d'essence et la victime des toilettes
- Bill Murray (VF : Bernard Métraux ; VQ : Marc Bellier) : lui-même
- Derek Graf : le clown Zombie

Photos des acteurs principaux
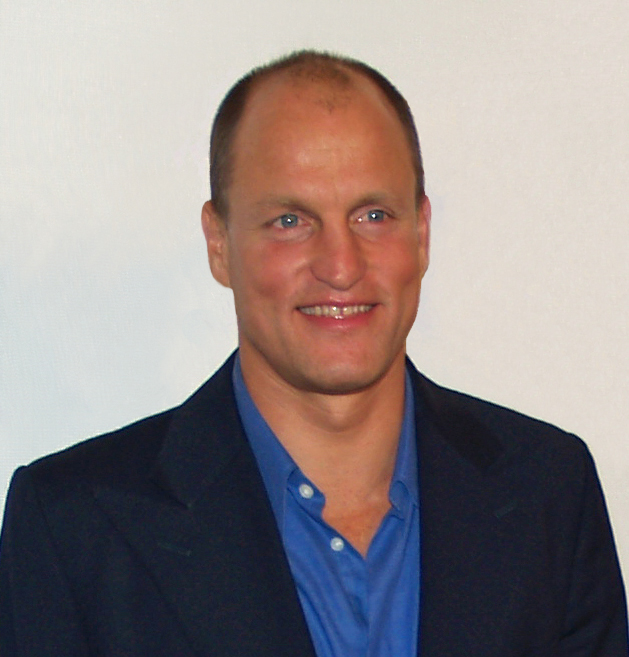
Woody Harrelson « Tallahassee ».
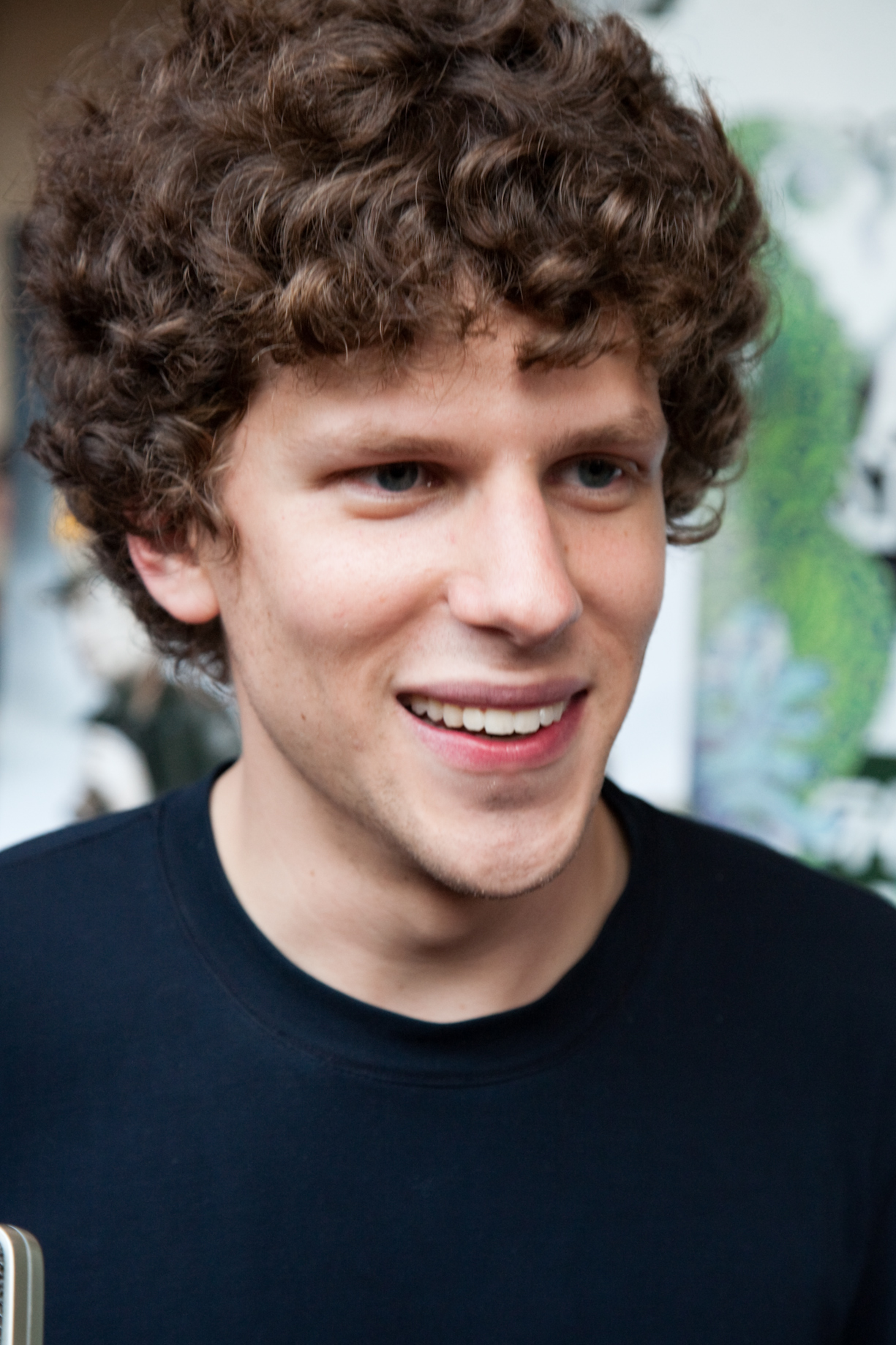
Jesse Eisenberg « Columbus ».
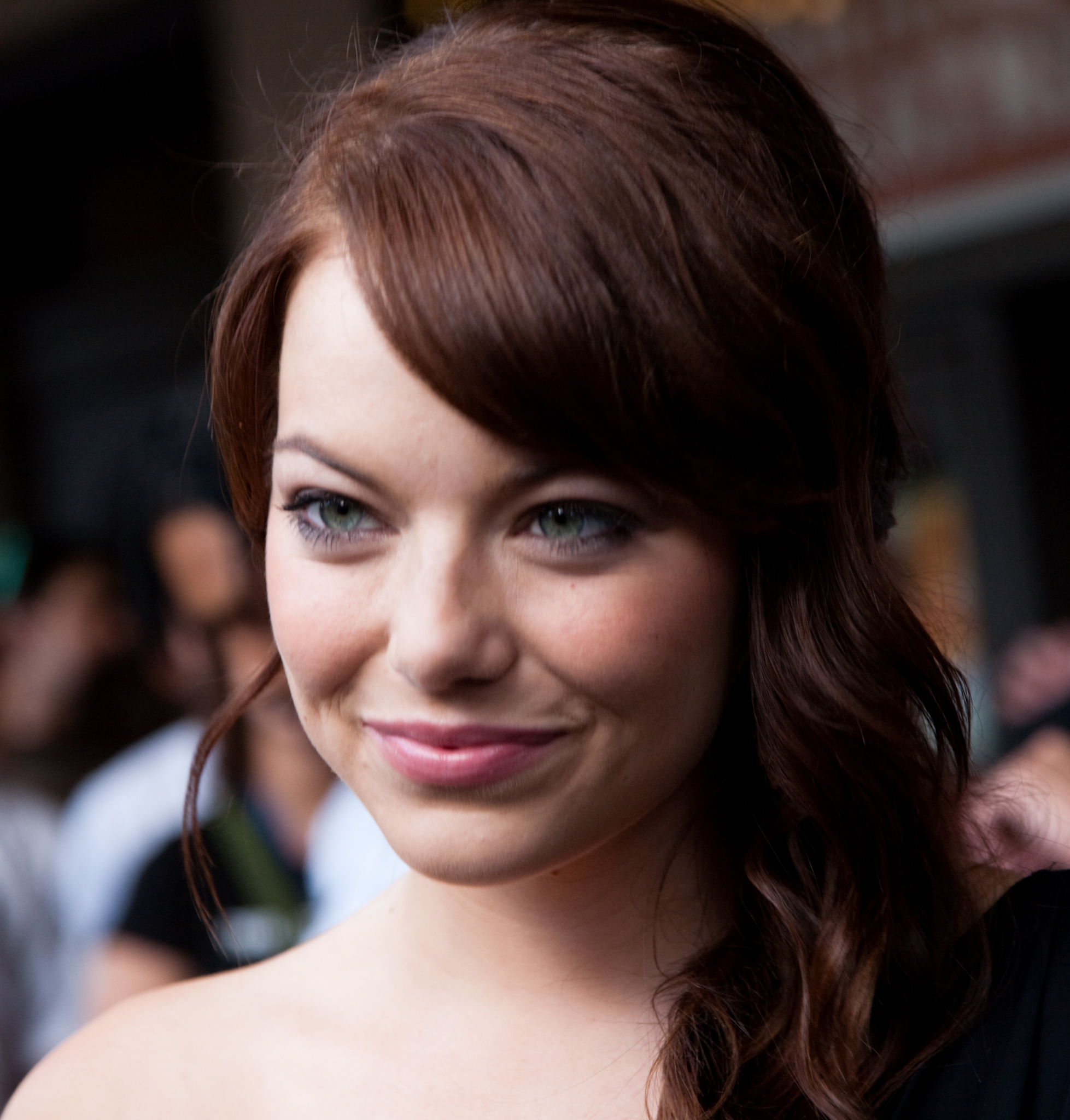
Emma Stone Krista « Wichita ».
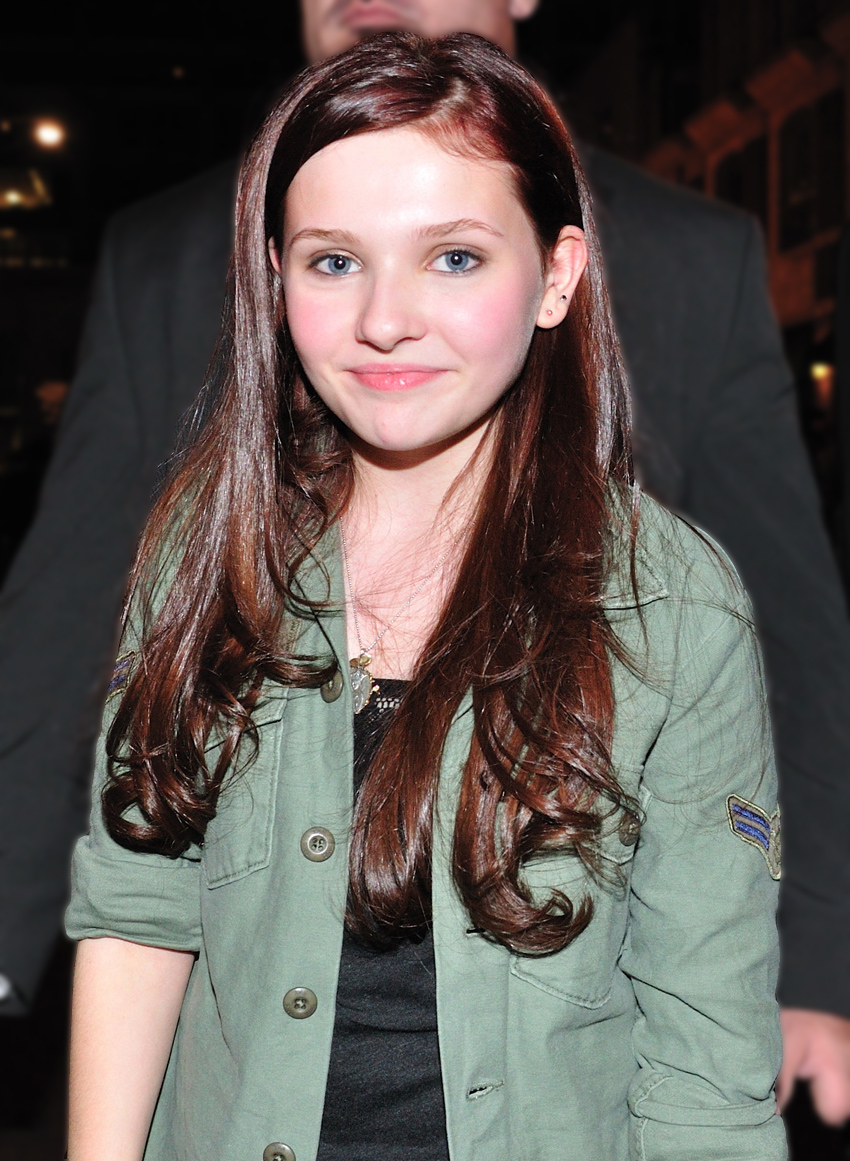
Abigail Breslin « Little Rock ».
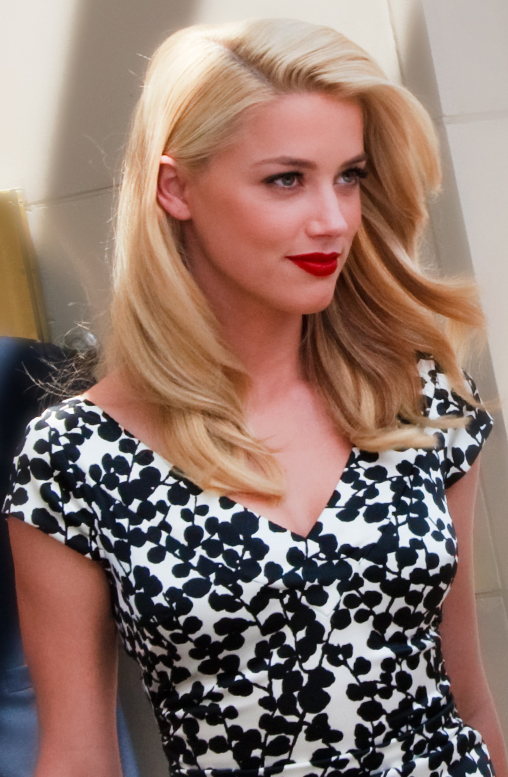
Amber Heard « 406 ».
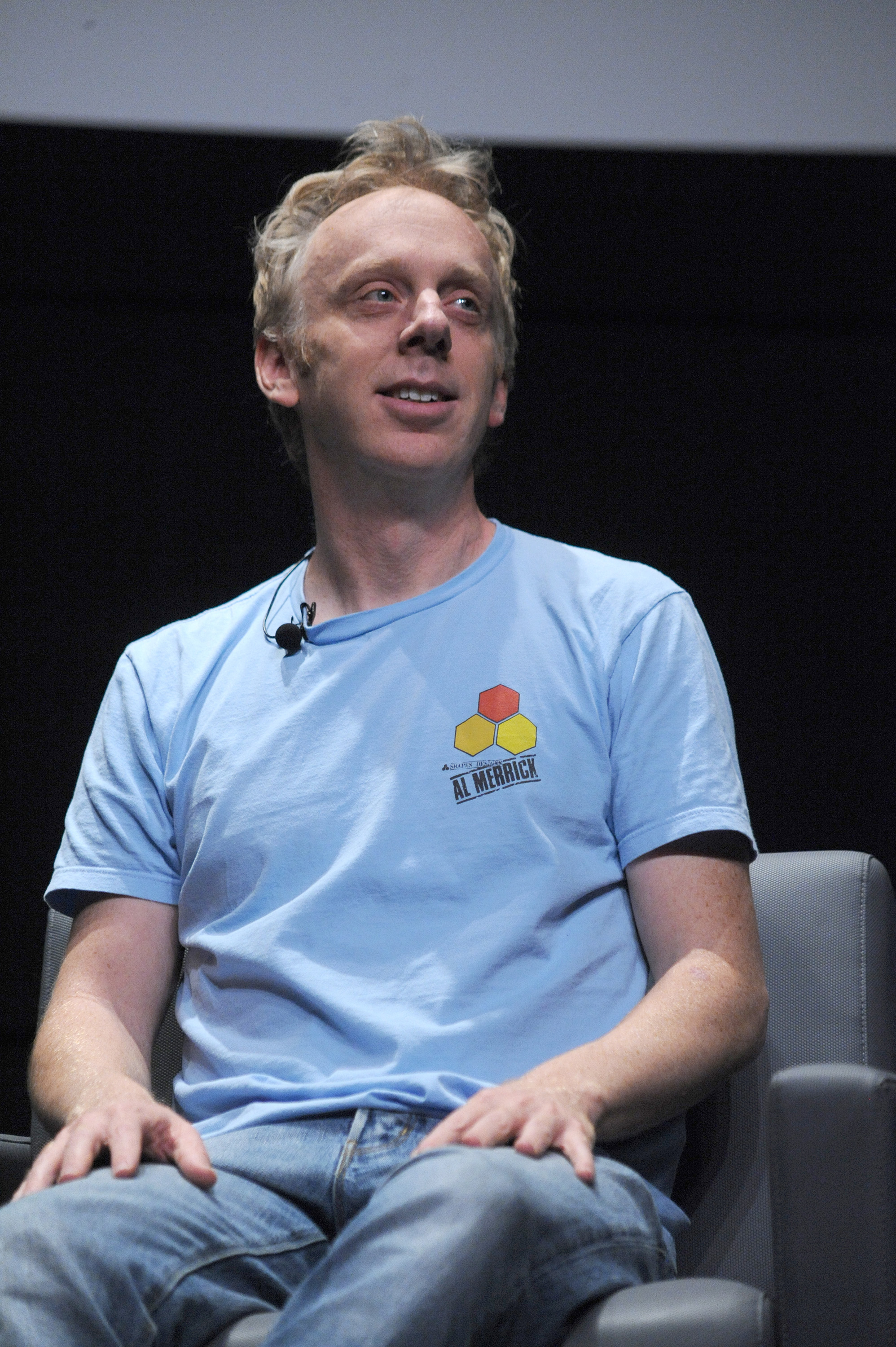
Mike White le propriétaire de la station d'essence et la victime des toilettes.
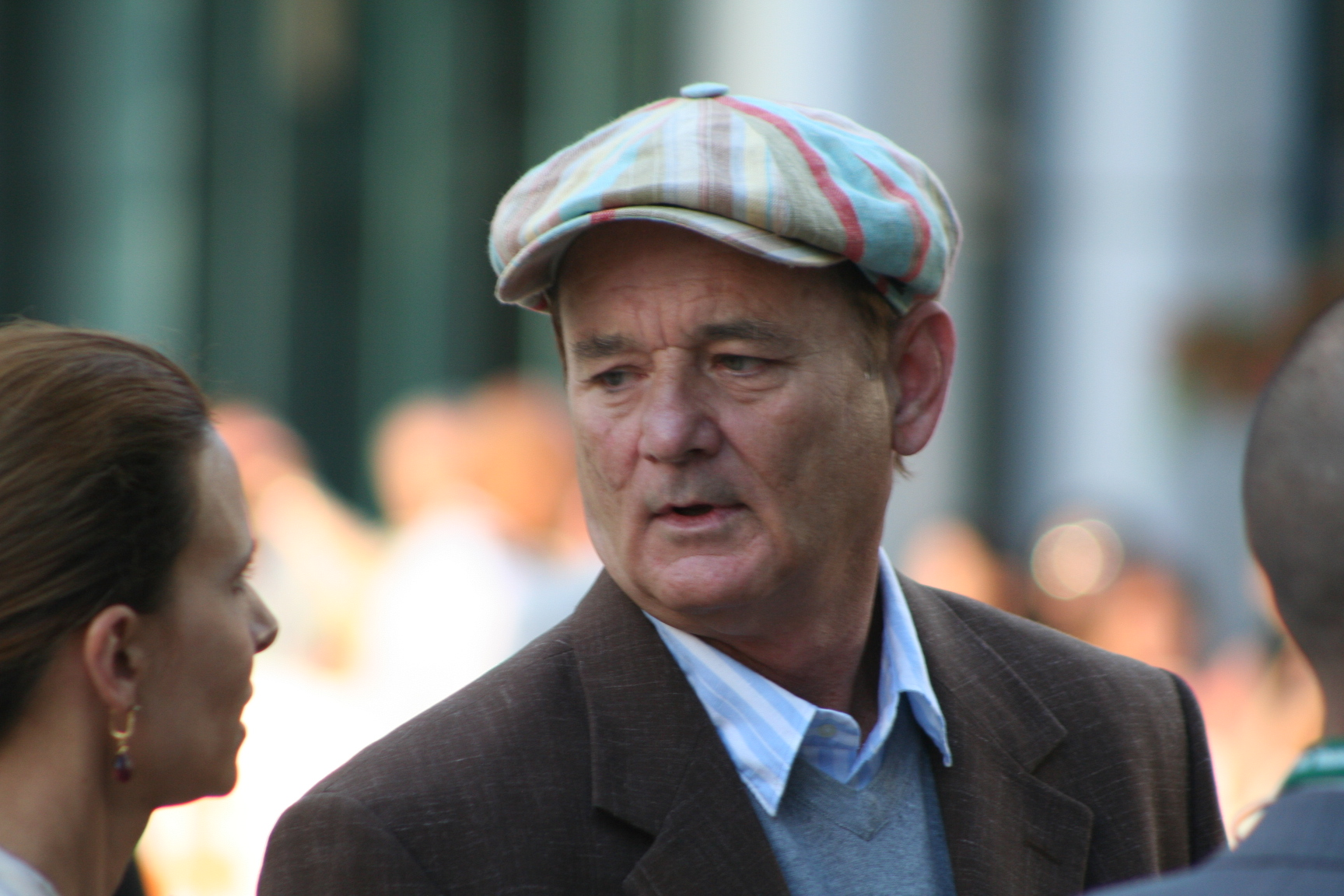
Bill Murray.

 Source et légende : version québécoise (VQ) sur Doublage.qc.ca

## Production

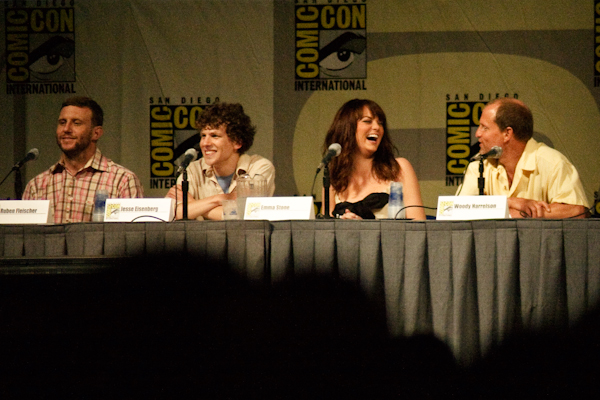
L'équipe du film au Comic-Con de San Diego, en juillet 2009.

Les premiers essais du film ont commencé en février 2009 à Valdosta en Géorgie, avec des scènes tournées au parc Wild Adventures. Par la suite, certaines scènes furent tournées à Atlanta et dans d'autres comtés de l'État de Géorgie.
Woody Harrelson a personnellement choisi les costumes de son personnage.
Le maquilleur Tony Gardner, qui aida à créer les effets maquillage des zombies du vidéo-clip de Michael Jackson Thriller, a aidé au maquillage des zombies du film. Michael Bonvillain, l'un des cadreurs spécialisés en prise caméra-main ayant travaillé auparavant sur le film Cloverfield, fut embauché pour tourner les scènes du film typique de cette technique.

### Choix des interprètes
Dans une interview de 2016, les scénaristes Paul Wernick et Rhett Reese ont avoué que le caméo de Bill Murray avait été initialement écrit pour Patrick Swayze. L'acteur luttait à l'époque contre la maladie et avait dû refuser. Avant l'accord de Bill Murray, de nombreux acteurs ont décliné la proposition : Jean-Claude Van Damme, Dustin Hoffman, Mark Hamill, Sylvester Stallone, Dwayne Johnson, Kevin Bacon ou encore Joe Pesci.

## Accueil

### Critique
Le film a reçu des critiques dans l'ensemble positives : le site Rotten Tomatoes lui attribue 90 % d'avis positifs, pour une note moyenne des utilisateurs de 7.4⁄10, tandis que les critiques sur le site Metacritic sont dans 73 % des cas positives. En France, la note moyenne des utilisateurs du site Allociné est de 4⁄5.

### Box-office
Zombieland a été un succès commercial : pour un budget de 23,6 millions de dollars, il a rapporté plus de 75 millions $ aux États-Unis et au Canada, en restant 11 semaines à l'affiche. En France, le film a attiré plus de 275 000 spectateurs, rapportant 2 611 917 $.
- : 102 391 540 $[3]
- États-Unis -  Canada : 75 590 286 $[3]
- France : 275 642 entrées[14]

## Analyse